# Mycetophylax cristulatus
Mycetophylax cristulatus är en myrart som först beskrevs av Santschi 1922.  Mycetophylax cristulatus ingår i släktet Mycetophylax och familjen myror.

## Underarter
Arten delas in i följande underarter:
- M. c. cristulatus
- M. c. emmae